# Asterix protiv Cezara
Asterix protiv Cezara (fra. Asterix et la surprise de Cesar) je francuski animirani film iz 1985. snimljen po stripovima "Asterix gladijator" i "Asterix legionar". To je četvrti animirani film iz serijala o Asterixu.

## Ekipa
Režija: Gaetan Brizzi, Paul Brizzi 
Glasovi: Roger Carel (Asterix), Pierre Tornade (Obelix), Pierre Mondy (Caius), Danielle Licari (Falbala), Serge Sauvion (Cezar) i drugi.

## Radnja
50 g. p. k. Obelix je u selu sreo plavokosu Falbalu te se zaljubio u nju. Asterix je zabrinut jer Obelix više ne pokazuje interes za ništa te se ponaša smeteno, a završno padne u depresiju kada otkrije da je Falbala već zaručena za mladog Tragicomixa. Gaj Julije Cezar slavi svoj rođendan i cijelo Rimsko Carstvo se sprema na slavlje, pa neki novi zapovjednik otme Falbalu i Tragicomixa kako bi ih poklonio njemu na dar, ali ih se ipak odluči riješiti da ne izazove mržnju Gala. Mladi par biva odveden u Afriku pa ih Asterix i Obelix odluče spasiti. No tamo ih nađu Beduini i prodaju kao roblje Rimu...

## Zanimljivosti
- Film dobro iskorištava Cezareve citate. Tako kada Gali unište logor Centurion izjavi; "Dođoh, vidjeh, izgubih".
- Sekvenca s olujom u kojoj Obelix traži zarobljenog Asterixa u tamnici je vjerojatno najmračnija u cijelom serijalu filmova o Asterixu.
- Film je bio planiran još dok je Goscinny bio živ, ali su ga sprječavali pravni zakoni.

## Nagrade
- Osvojeno Zlatno Platno u Njemačkoj.

## Kritike
Kritičar Michael Mackenzie je u svojoj recenziji napisao: "Asterix protiv Cezara je razumno zabavna pustolovna priča koja isprva ima problema stati na svoje noge, ali kasnije nadoknadi za izgubljeno vrijeme. Brizzi braća rade odličan posao u balansiranju emocija s humorom, posebno u završnom činu, gdje uspiju uvesti sjajan geg o uništenju pola Koloseja. Šala o tome kako Asterix i Obelix uništavaju slavne povijesne građevine je bila iskorištena više puta, najznačajnije u filmu Asterix i Kleopatra u kojem Obelix uništi nos Sfinge, ali ovdje ona funkcionira osobito dobro zbog pažnje na detaljima."

## Vanjske poveznice
- Asterix protiv Cezara u internetskoj bazi filmova IMDb-a
- DVD recenzija
- Recenzija  Arhivirana inačica izvorne stranice od 6. rujna 2006. (Wayback Machine)